# Майк Анджело
Майк Анджело (фр. Mike Angelo), настоящее имя Микаэль Дикапуа (фр. Mickael Dicapua, родился 15 февраля 1981 года в Ниме) — французский порноактёр и порнорежиссёр.

## Биография
Дебютировал в порноиндустрии в 2006 году, в возрасте около 25 лет. По данным сайта IAFD, снялся более чем в 1200 короткометражных и полнометражных фильмах.
Женат на порноактрисе Энджел Эмили (англ. Angel Emily). Есть сын Эннио от предыдущего брака (род. 9 июля 2009). Дружит с Рокко Сиффреди.

## Премии и номинации
| Год  | Премия     | Категория                                                                                  | Фильм | Результат |
| ---- | ---------- | ------------------------------------------------------------------------------------------ | --- | --------- |
| 2014 | AVN Awards | Лучшая сцена секса иностранного производства (Best Sex Scene in a Foreign Shot Production) | The Ingenuous (вместе с Алеской Даймонд, Анной Полиной, Аниссой Кейт, Angel Piaff, Rita Peach и Таррой Уайт) | Победа    |